# Lorenzo Jaramillo Londoño
Lorenzo Antonio Jaramillo Londoño (Sonsón, 23 de julio de 1818-Sonsón, 23 de julio de 1905) fue un banquero, ganadero, empresario y político colombiano. 
Considerado "el primer capitalista de Colombia". Nacido en el núcleo de la élite antioqueña, hijo del empresario y terrateniente Jerónimo Jaramillo Gutiérrez. Don Lorenzo fue propietario de inmensas tierras, cultivador y exportador de café, dueño de minas, fundador de bancos, ganadero y sobre todo, gestor de gran parte de la colonización antioqueña hacia el occidente colombiano, en Caldas, Risaralda y Quindío. Su riqueza fue tan grande que incluso sirvió como financiador del Estado colombiano a principios del siglo XX.

## Biografía
Era hijo de una familia de la élite local sonsoneña, siendo su padre José Jerónimo Jaramillo Gutiérrez, jefe político de Salamina, y de María del Carmen Londoño Bernal. Inició su carrera militar combatiendo en la Batalla de Salamina, en el bando conservador liderado por Braulio Henao.  
Casó el 11 de septiembre de 1837, con Jacoba Álvarez Londoño, su prima, hija de don Jacinto Álvarez Ontaneda y doña Mariana Londoño Bernal. Doña Mariana, su suegra, era hermana de su madre doña Carmen Londoño Bernal. Otros dos hermanos de ambos, habían casado algunos años antes, don Benito y doña Feliciana, lo que hicieron que estas cabezas de familia hubieran llegado a formar la élite de la sociedad sonsoneña de su época. Podemos decir sin exageración que en la segunda mitad del siglo XIX, la historia de Sonsón gira alrededor de don Lorenzo Jaramillo Londoño. Hombre de trabajo inició su capital en las tierras que heredó de su padre. Inicialmente agricultor, trabajó minas de oro y en 1850, no había en toda la región, un capital más sólido que el suyo. Empezó a incursionar hacia el sur del departamento o sea en los actuales departamentos de Caldas, Risaralda y Quindío y extendió su propiedades hasta el norte del actual departamento del Valle. Fue un impulsador importante de la colonización y en especial del municipio de Pereira en asocio de sus sobrinos políticos los Marulandas. Luego se vinculó al Banco Industrial de Manizales siendo su principal accionista y convirtiendo esta institución en lagestora en la región de todos las industrias de la época. En Sonsón se vinculó al Banco de Sonsón, desde su fundación, fue su principal accionista y en determinado momento, en unión de sus hijos y sus yernos, eran los dueños de más del ochenta por ciento del capital. Seguía de cerca el progreso de la ciudad. Fue su alcalde, varias veces. Concejal. Miembro de todas las juntas especialmente la de la construcción del nuevo templo. Construyó de su peculio, la iglesia de Jesús Nazareno la que adornó y aderezó con imágenes y elementos de culto que trajo de su famoso viaje por Europa donde estuvo más de un año visitando varios países. Al final de su vida y en gracia de su negocio de prestamista, de la devaluación inmensa de la moneda y la implantación del papel moneda en Colombia, su capital, que había ayudado en varias oportunidades a aliviar la finazas nacionales y especialmente las de Antioquia, vino a menos aunque nunca llegó a liquidarse.
Desde joven se dedicó a los negocios, pronto amasando una gran fortuna a partir de sus actividades de ganadería y agricultura, razón por la cual se afirma que llegó a ser prestamista del Gobierno de Colombia. Se relacionó con el también banquero José María Sierra, involucrándose ambos en la financiación de campañas políticas. Participó en la Colonización Antioqueña.   
Político carismático, fue alcalde de su población natal en 4 ocasiones, la primera de estas en 1858 y múltiples veces concejal de dicho municipio. Así mismo, aportó grandes cantidades de dinero para la construcción de la iglesia de Sonsón.  
Fue accionista de múltiples bancos en Antioquia, entre ellos el Banco de Antioquia, el Banco de Medellín, el Banco de Depósito de Manizales, etc. Fue uno de los fundadores del Banco de Sonsón (1894), del cual fue su mayor accionista, y del Banco Industrial de Manizales. También se involucró en negocios relacionados con la minería y los préstamos hipotecarios.   
Fue socio de la Familia Marulanda, colonizadora de la ciudad de Pereira. Fue miembro de la Sociedad de Mejoras Públicas de Sonsón. Utilizó su gran fortuna para conformar una enorme fuerza laboral que se dedicó a colonizar nuevas zonas al sur de Antioquia, jugando un importante papel en la colonización del que posteriormente sería el Viejo Caldas. 
Padre de:
1- Marco Antonio Jaramillo Álvarez, casado con Soledad Velásquez
Estrada.
2- Lázaro Jaramillo Álvarez, casado con Sara Arango Isaza.
3- Emiliano Jaramillo Álvarez, casado con Julia Arango Isaza.
4- José Manuel Jaramillo Álvarez, casado con Teresa Arango Mejía.
5- Elena Jaramillo Álvarez, casada con Félix Mejía Isaza.
6- Martina Jaramillo Álvarez, casada con José Joaquín Jaramillo
Londoño.
7- Pastora Jaramillo Álvarez, casada con Luis María Ramos Botero.
8- Paulina Jaramillo Álvarez, casada con Felipe Martín Uribe Naranjo.
9- Juan Crisóstomo Jaramillo Álvarez, casado con Clementina.
Portocarrero Caicedo.
10- Camilo Antonio Jaramillo Álvarez, casado con Efigenia Restrepo Vélez.
11-. Alejandro Jaramillo Álvarez, casado con Eugenia Ramos Giraldo.
Murió en su casa de Sonsón el 23 de julio de 1905. Sus restos reposan desde ese entonces en el mausoleo de su familia, ubicado en el cementerio municipal. 